# Siempre Unidos
Siempre Unidos es un partido político peruano fundado en el distrito de Los Olivos, Lima fundado el 19 de agosto de 2002 por Felipe Castillo, por entonces alcalde de dicho distrito.
Contó para el período 2019-2022 con 2 consejeros regionales, 3 alcaldes provinciales, 17 regidores provinciales, 21 alcaldes distritales y 119 regidores distritales.
Según la última versión de la Relación de afiliados válidos informados por la organización política emitida por el Registro de Organizaciones Políticas (ROP) cuenta con 7,675 afiliados válidos.

## Historia
De acuerdo al estatuto del partido, Siempre Unidos se inicia como una agrupación independiente que posteriormente adquiere el estatus de partido político al ser inscrito el 19 de agosto de 2002.
El partido surge tras la decisión de Castillo de crear su propia organización política en el 2002. La caída de Fujimori en el 2000 y la desactivación de partidos políticos fujimoristas que habían permitido que Castillo lograse la alcaldía de Los Olivos dos veces consecutivas (Si Cumple, Perú Patria Segura y Fuerza Popular) llevan a que Castillo cree Siempre Unidos con el propósito de participar en las Elecciones Municipales y distritales llevadas a cabo el 2002 y lograr ser electo para el periodo 2003-2006.
Cabe destacar de que Castillo logra con Siempre Unidos tres victorias electorales consecutivas en elecciones por la alcaldía distrital de Los Olivos. Esto permite que este se mantenga en el cargo desde 2003 a 2014 con Siempre Unidos, es decir tres periodos adicionales a los dos anteriores logrados con Vamos Vecino y Cambio 90 - Nueva Mayoría.
Esfuerzos por explicar las razones de la permanencia en el poder de Castillo apuntan a que la gestión gubernamental utiliza estrategias segmentadas al ser Los Olivos un distrito descrito como dual. Esto quiere decir que la aproximación de Castillo a los electores se lleva a cabo de distinta manera en el caso de que los sean electores de zonas más pobres del distrito o más bien sean de zonas más pudientes y de mayor peso en la toma de decisiones.
Con el tiempo la influencia del partido ha crecido y ha logrado conseguir alcaldías no solo en Los Olivos, distrito de origen del partido, sino también en distritos aledaños como San Martín de Porres, Ancón y Puente Piedra. Del mismo modo ha llegado a situar alcaldes a nivel provincial, actualmente cuenta con tres alcaldes en este ámbito: dos en Cusco (Espinar y Acomayo) y uno en Canta, Lima.

## Procesos electorales

### Presidenciales
| Fecha                       | Organización política que presenta la candidatura | Candidatos | Resultados                |
| Elecciones Generales 2011   | Alianza Electoral Solidaridad Nacional            | - Presidente Luis Castañeda Lossio - Vicepresidente Augusto Ferrero Costa - Segundo Vicepresidente Carmen Rosa Núñez | 9.84%                     |
| Elecciones Generales 2016   | Siempre Unidos                                    | - Presidente Felipe Castillo Alfaro (El candidato presidencial sería originalmente Ricardo Belmont Cassinelli, más este desiste de participar por irregularidades relacionadas con la asignación arbitraria y no consensuada de Isaac Humala como vicepresidnte) - Vicepresidente Isaac Humala Nuñez (Impedido de participar de acuerdo a Artículo 107 de la Ley Orgánica de Elecciones que prohíbe la participación electoral de parientes del Presidente de la República) - Segundo Vicepresidente Guillermo Ruiz Guevara (único vicepresidente formalmente inscrito antes de renunciar) | Renuncia a la candidatura |
| Elecciones Municipales 2018 | Siempre Unidos                                    | - Alcalde Manuel Velarde Dellepiane (Anteriormente, Velarde había anunciado su candidatura , sin embargo las opciones que tenía eran Acción Popular o postular como independiente, cuando Acción Popular elige a Jorge Muñoz como candidato, Velarde opta por postular con Siempre Unidos. | Derrota                   |

### Subnacional[1]
| Fecha                                                                    | Autoridades electas (Distrital) | Circunscripciones (ganó/participó) (Distrital) | Autoridades electas (Provincial) | Circunscripciones (ganó/participó) (Provincial) | Autoridades electas (Regional) | Circunscripciones (ganó/participó) (Regional) |
| ELECCIONES REGIONALES Y MUNICIPALES 2002                                 | 22                              | 3/42                                           | 0                                | 0/6                                             |                                |                                               |
| ELECCIONES MUNICIPALES COMPLEMENTARIAS 2005                              | 5                               | 1/1                                            |                                  |                                                 |                                |                                               |
| ELECCIONES REGIONALES Y MUNICIPALES 2006                                 | 103                             | 16/87                                          | 17                               | 2/11                                            |                                |                                               |
| NUEVAS ELECCIONES MUNICIPALES 2009                                       | 11                              | 2/3                                            |                                  |                                                 |                                |                                               |
| NUEVAS ELECCIONES MUNICIPALES 2010                                       | 0                               | 0/1                                            |                                  |                                                 |                                |                                               |
| ELECCIONES REGIONALES Y MUNICIPALES 2010                                 | 69                              | 8/76                                           | 16                               | 2/13                                            | 0                              | 0/2                                           |
| ELECCIONES MUNICIPALES COMPLEMENTARIAS 2011                              | 0                               | 0/1                                            |                                  |                                                 |                                |                                               |
| NUEVAS ELECCIONES MUNICIPALES 2013                                       | 1                               | 0/1                                            |                                  |                                                 |                                |                                               |
| NUEVAS ELECCIONES MUNICIPALES - MUNICIPALIDAD DE LIMA METROPOLITANA 2013 |                                 |                                                | 2                                | 0/1                                             |                                |                                               |
| NUEVAS ELECCIONES MUNICIPALES 2014                                       | 0                               | 1/1                                            |                                  |                                                 |                                |                                               |
| ELECCIONES REGIONALES Y MUNICIPALES 2014                                 | 139                             | 20/226                                         | 20                               | 3/39                                            | 0                              | 0/6                                           |
| ELECCIONES MUNICIPALES COMPLEMENTARIAS 2015                              | 0                               | 0/2                                            |                                  |                                                 |                                |                                               |

## Resultados electorales

### Elecciones presidenciales
|  | 49.87 % |

|  | 74.33 % |

|  | 1.69 % |

|  | 7.43 % |

|  | 9.83 % |

|  | 0.62 % |

### Elecciones parlamentarias
|  | 42.16 % |

|  | 3.57 % |

|  | 13.09 % |

|  | 10.22 % |

|  | 1.79 % |

|  | 0.76 % |

### Elecciones al Parlamento Andino
|  | 9.30 % |

|  | 9.41 % |

|  | 0.97 % |

### Elecciones municipales y regionales
| Año  | Gobiernos Regionales                | Alcaldías Provinciales              | Alcaldías Distritales               |
| Año  | Representantes                      | Representantes                      | Representantes                      |
| ---- | ----------------------------------- | ----------------------------------- | ----------------------------------- |
| 2002 | 0/25                                | 0/194                               | 3/1539                              |
| 2006 | 0/25                                | 2/195                               | 16/1539                             |
| 2010 | 0/25                                | 2/195                               | 8/1539                              |
| 2014 | 0/25                                | 3/195                               | 20/1539                             |
| 2018 | 0/25                                | 3/196                               | 21/1539                             |
| 2022 | No participaron en estas elecciones | No participaron en estas elecciones | No participaron en estas elecciones |

## Actualidad
Tras haber renunciado a la candidatura presidencial, Castillo ha expresado ante los medios que el partido se enfocará en las elecciones regionales y municipales del 2018 y a los comicios generales de 2021.